# Traquèlids
Els traquèlids (Trachelidae) són una família d'aranyes araneomorfes, descrita per primera vegada per Eugène Simon el 1897.
El tàxon fou descrit per Eugène Simon (1897), originalment, com una subfamília; s'anomenà Tracheleae i, més endavant, Trachelinae d'acord amb la terminologia més moderna. Durant aquests anys ha estat col·locat dins de les famílies dels clubiònids (Clubionidae) i posteriorment dels corínnids (Corinnidae). El 2014, una anàlisi de Martín J. Ramírez va suggerir que no era tan proper a altres membres dels Corinnidae, i era més encertat considerar-la com a família separada.
Les espècies d'aquesta família es troben distribuïdes per Àfrica, Amèrica, Àsia i Europa.

## Sistemàtica
Segons el World Spider Catalog amb data de 18 de gener de 2019 els traquèlids tenen reconeguts els següents gèneres:
- Afroceto Lyle & Haddad, 2010
- Cetonana Strand, 1929
- Fuchiba Haddad & Lyle, 2008
- Fuchibotulus Haddad & Lyle, 2008
- Jocquestus Lyle & Haddad, 2018
- Meriola Banks, 1895
- Metatrachelas Bosselaers & Bosmans, 2010
- Orthobula Simon, 1897
- Paccius Simon, 1898
- Paraceto Jin, Yin & Zhang, 2017
- Paratrachelas Kovblyuk & Nadolny, 2009
- Patelloceto Lyle & Haddad, 2010
- Planochelas Lyle & Haddad, 2009
- Poachelas Haddad & Lyle, 2008
- Spinotrachelas Haddad, 2006
- Thysanina Simon, 1910
- Trachelas L. Koch, 1872
- Trachelopachys Simon, 1897
- Utivarachna Kishida, 1940

### Fòssils
Segons el World Spider Catalog versió 19.0 (2018), existeix el següent gènere fòssil del neogen:
- †Trachelas L. Koch, 1872 (ambre dominicà)